# Aldão
Aldão ist eine Ortschaft im Norden Portugals. Sie ist heute eine Stadtgemeinde von Guimarães.

## Verwaltung
Aldão ist eine Gemeinde (Freguesia) im Kreis (Concelho) der Stadt Guimarães, im Distrikt Braga. Die Gemeinde besitzt eine Fläche von 1,6 km² und hat 1278 Einwohner (Stand 19. April 2021).

## Sport
Der Verein Grupo Recreativo e Cultural de Aldão (GRC Aldão) wurde 1989 gegründet. Seine wichtigste Aktivität ist seine Fußballabteilung. Die Herrenmannschaft des GRC Aldão spielt in der zweiten Kreisliga des Kreisverbandes von Guimarães, im Distriktverband Braga (Stand: Saison 2012/2013).

## Söhne und Töchter der Gemeinde
- Agostinho Barbosa (1589–1649), Kirchenrechtler, Lexikograf, Romanist und Lusitanist